# 东海铁角蕨
东海铁角蕨（学名：Asplenium castaneoviride），为铁角蕨科铁角蕨属下的一个植物种。